# Marcus Kalisch
Marcus Kalisch (lub Moritz) (ur. 16 maja 1828 w Trzebiatowie, Pomorze Zachodnie, zm. 25 sierpnia 1885 w Derbyshire, Anglia) – niemiecki uczony żydowskiego pochodzenia, filolog, badacz Starego Testamentu.
Studiował na Uniwersytecie Berlińskim, gdzie ukończył filologię klasyczną, filologię języków semickich. Studiował także Szkole Rabinicznej w Berlinie. W 1848 roku uzyskał stopień w Berlinie i w Halle, następnie w tym samym roku brał udział w walkach o wolność w czasie Wiosny Ludów.
Był jednym z pionierów przełomowych studiów nad Starym Testamentem w Anglii. Jednocześnie był sekretarzem głównego rabina, a od 1853 roku był nauczycielem (guwernantem) w rodzinie Rothschildów i w wolnych chwilach pisał swoje komentarze i inne prace. Pierwsza część jego komentarzy do Pięcioksięgu biblijnego dotyczyła Księgi Wyjścia (1855), następnie Księgi Rodzaju (1858) oraz Księgi Kapłańskiej w dwóch częściach (1867-1872). 
Jego prace zawierały podsumowanie wszystkiego, co opracowali do tamtego okresu judaiści i chrześcijanie. Kalisch pisał jeszcze przed Juliusem Wellhausenem i wyprzedził go w niektórych istotnych punktach. Oprócz tych prac, w latach 1877-1878 Kalisch opublikował prace na temat postaci Balaama oraz Jonasza. Był także autorem jednej z popularniejszych książek o gramatyce języka hebrajskiego w dwóch tomach (1862-1863). W 1880 napisał Path and Goal, wybitną dysputę na temat przeznaczenia człowieka.
Komentarze Kalischa niosą trwałą wartość, nie tylko z powodu stylu autora, ale także z powodu wyjątkowej erudycji. Jednakże, nie wykorzystywał swoich umiejętności do celów literackich. 
Jego teksty na tematy biblijne i żydowskie były przeważnie bardzo dopracowane – żadne inne prace po angielsku nie zawierają tylu cytatów wcześniejszej literatury. Zły stan zdrowia, który towarzyszył jego ostatnim latom życia, uniemożliwił mu uzupełnianie kompletnych komentarzy o całym Pięcioksięgu.